# Bélosz (Poszeidón fia)
Bélosz (görögül: Βήλος) a görög mitológia ősi egyiptomi királya, Poszeidón és Libüé fia, Agénór (Európé apja) ikertestvére. Felesége Ankhinoé, gyermekeik Aigüptosz és Danaosz, Képheusz, Phineusz és Lamia. Bélosz azok közé a mitológiai alakok közé tartozik, akiknek ugyan nincs saját fejlett mitológiai élettörténetük, ezzel szemben egész hérosznemzedékek ősei.